# BUX
| Áttekintés            |                                                                   |
| --------------------- | ----------------------------------------------------------------- |
| Hivatalos név:        | A Budapesti Értéktőzsde Nyrt. részvényindexe                      |
| Típus:                | Osztalékfizetés figyelembe vevő, teljes hozam index               |
| Súlyozás:             | Közkézhányaddal korrigált piaci tőkeérték súlyozású részvényindex |
| Számítás devizaneme:  | Forint                                                            |
| Felépítés:            | Változó számú, de legalább 12 és legfeljebb 25 részvény           |
| Felülvizsgálat:       | Évente kétszer – márciusban és szeptemberben                      |
| Számítás gyakorisága: | Folyamatos, öt másodpercenként                                    |
| Ticker kódok:         | Reuters: BUX, Bloomberg: BUX                                      |
| Bázis érték:          | 1991. január 2-án 1 000 pont                                      |
| Kereskedett termékek: | BUX index határidős kontraktus, BUX index opciós kontraktus       |

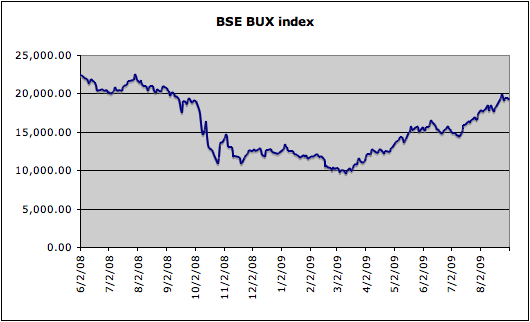
A BUX index teljesítménye a 2008-ban kirobbant gazdasági világválság alatt

A BUX index a legismertebb hazai részvényindex, mely a Budapesti Értéktőzsdén forgó legnagyobb kapitalizációjú részvények mozgását reprezentálja. A BUX a BÉT hivatalos részvényindexe, mely valós időben kerül kiszámításra az aktuális piaci árak alapján. Az index kalkulációja a Xetra tőzsdei kereskedési rendszerben jegyzett árak alapján történik, amely egyben referencia árfolyamokat is jelent a magyar tőkepiac számára. Az index funkciója, illetve a magyar gazdaságban játszott szerepe és irányjelző mivolta megegyezik az amerikai gazdaság számára a DJIA vagy a német gazdaság számára a DAX indexek szerepével.
Az index kosarába kerülő részvények súlyának meghatározásakor a Tőzsde a világon az elsők között tért át 1999. októberétől a tisztán kapitalizáció súlyozásról a piacon ténylegesen forgó állományt jobban megragadó közkézhányad alapú súlyozásra. A BUX index egyben kereskedhető index is, határidős és opciós jegyzései a BÉT származékos szekciójában lehetségesek.

## A BUX összetétele
A BUX jelenlegi összetevői és súlyarányuk: BUX összetétele
A legutóbb hatályba lépett átsúlyozás óta az alábbi vezető magyar vállalatokból áll össze a magyar blue chip index:
| Vállalat                           | Tőzsde | Ticker      | ICB Szektor            | Listázás kezdete | Index súly (2024.09.23) (%) |
| ---------------------------------- | ------ | ----------- | ---------------------- | ---------------- | --------------------------- |
| 4iG                                | BÉT    | 4IG         | Telekommunikáció       | 2004-09-22       | 0,78                        |
| ALTEO Energiaszolgáltató Nyrt.     | BÉT    | ALTEO       | Energetika             | 2010-10-12       | 0,49                        |
| ANY Biztonsági Nyomda              | BÉT    | ANY         | Diverzifikált iparágak | 2005-12-08       | 1,03                        |
| Appeninn Nyrt.                     | BÉT    | APPENINN    | Ingatlan               | 2010-07-02       | 0,28                        |
| AutoWallis                         | BÉT    | AUTOWALLIS  | Gépjárműipar           | 2013-06-25       | 0,44                        |
| CIG Pannónia                       | BÉT    | CIGPANNONIA | Biztosító              | 2010-11-08       | 0,26                        |
| Delta Technologies Nyrt.           | BÉT    | DELTA       | Informatika            | 1999.02.01       | 0,27                        |
| Graphisoft Park                    | BÉT    | GSPARK      | Ingatlan               | 2006-08-28       | 0,59                        |
| Masterplast                        | BÉT    | MASTERPLAST | Építőipar              | 2011-11-29       | 0,52                        |
| MOL Magyar Olaj- és Gázipari Nyrt. | BÉT    | MOL         | Olaj- és Gázipar       | 1995-11-28       | 22,37                       |
| Magyar Telekom                     | BÉT    | MTELEKOM    | Telekommunikáció       | 1997-11-14       | 6,90                        |
| Opus                               | BÉT    | OPUS        | Vagyonkezelés          | 1998-04-22       | 2,63                        |
| OTP Bank                           | BÉT    | OTP         | Bank                   | 1995-08-10       | 39,85                       |
| PannErgy Nyrt.                     | BÉT    | PANNERGY    | Ipari szolgáltatások   | 1994-06-13       | 0,25                        |
| Richter Gedeon Nyrt.               | BÉT    | RICHTER     | Gyógyszeripar          | 1994-11-09       | 22,80                       |
| Waberer’s International Nyrt.      | BÉT    | WABERERS    | Ipari szállítás        | 2017-06-20       | 0,48                        |

## Az index alakulása
A BUX-index értéke 1997 januárjában mintegy 200 ponttal haladta meg a 4 000 pontos értéket, amely 1997 júliusára 8 500 pont közelébe emelkedett. Ekkor az úgynevezett Kelet-ázsiai válság miatt 1997 novemberéig 5 700 pont környékére zuhant az index. 1997 végétől kezdve 1998 márciusáig 5 700 pontról 9 000 pontra emelkedett az index, majd a kialakult 1998-as orosz gazdasági válság hatására a márciusi 9 000 pontról 1998 szeptemberére 4 000 pont alá esett az index értéke. 1998 szeptemberétől kezdve több hullámban ismét 9 000 pont környékére emelkedett az árfolyam 1999 decemberére. A BUX-index árfolyam 2012 januárja után (2012 január 16 000 pont környéke) oldalazó mozgást mutatott be az árfolyam, amely több (8) hullámhegyével sem tudta átlépni a 2012 január-2014 december közti időszakban a 20 000 pontos értékhatárt. 2014 decemberében az orosz gazdaság gyengélkedése és a többek közt ezzel kapcsolatos világpiaci folyamatok hatására az index értéke ismét 16 000 pont környékére esett vissza.
A válság utáni pozitív fordulat 2015-ben következett be a magyar részvénypiacon, amikor az index mozgása kitört az addigi szűk sávból, és a forgalom is növekedésnek indult. 2015 eleje óta 2017 év végéig a BUX összesen 137 százalékot emelkedett, ezzel nemcsak régiós, hanem globális összehasonlításban is kiemelkedő teljesítményt nyújtott. 2018-ban a BUX index több mint három éve tartó emelkedő trendje megtorpant, az index értéke 0,6 százalékot csökkent a tavalyi évi záróárhoz képest. A 2019-es év kétszámjegyű növekedést hozott, a BUX index 18 százalékkal, 39 139 pontról 46 083 pontra emelkedett. 2020-ban a pandémia megjelenése a BUX index alakulásán is éreztette hatását, ugyanakkor az index 2020 végére visszatért a járvány előtti szintekre, és az akkor új csúcsot jelentő 2019-es évzáráshoz képest is csak 8,6 százalékkal alacsonyabban, 42 108 ponton fejezte be a 2020-as évet. 2021-ben folytatódott az index emelkedése - a részvényindex végül 50 721 ponton zárta az évet, amely 2020-hoz képest 20,6 százalékos, míg a pandémia előtti utolsó évhez, 2019-hez képest 10,6 százalékos növekedést jelent. 2022-ben a BUX index a globális gazdasági bizonytalanságok ellenére stabil maradt, az évet 43 793 ponton zárva, 2023-ban pedig történelmi növekedést mutatott, az év végén 60 620 ponton zárva, amely 38,4 százalékos emelkedést jelentett 2022-höz képest.

## Az index története
A magyar értéktőzsde 1864. január 8-án nyitotta meg kapuit az értékpapír-kereskedők előtt. Az első négy évben értékpapírtőzsdeként működött, majd 1868-ban nevét Pesti Érték-, Árutőzsde és Gabonacsarnokra változtatták és ekkortól árutőzsdei és gabonatőzsdei ágazatai is voltak. Elnevezése 1873-tól Budapesti Áru-és Értéktőzsde (BÁÉT) volt. 1889-től kezdve a budapesti kereskedési adatokat közölték Bécsben, Frankfurtban, Londonban és Párizsban is. A második világháború után, 1948. május 25-én a tőzsde és az általa kezelt vagyon az államosítás keretén belül állami tulajdonba került. A rendszerváltást követően 1990. június 21-én nyitotta meg ismét kapuit a pesti börze.
A Budapesti Értéktőzsde ideiglenes tőzsdeindexét 1991. április 2-án publikálták először (az év elejéig visszaszámolva), kezdőértéke az 1990. január 1-jei állapot, 1000 pont volt. Hivatalosan 1995. január 6-án publikálták először a BUX-indexet.